# Wilhelm von Planck

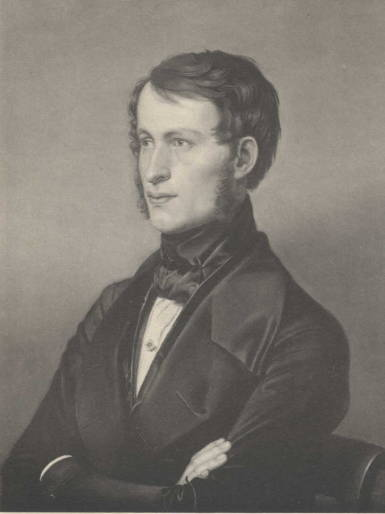
Julius Wilhelm Planck.

Johann Julius Wilhelm von Planck, född 22 april 1817 i Göttingen, död 14 september 1900 i München, var en tysk rättslärd. Han var sonson till Gottlieb Jakob Planck, bror till Gottlieb Planck och far till Max Planck.
Planck blev 1842 professor i Basel, 1845 i Greifswald, 1850 i Kiel och från 1867 i München. Han var sin tids ledande processrättslärare i Tyskland och övertygad anhängare av den historiska skolan. Han huvudarbete är Das deutsche Gerichtsverfahren im Mittelalter (2 band, 1879), bland övriga arbeten märks Lehre vom Beweisurtheil (1848) och Das deutsche Zivilprozessrecht (2 band, 1887–1896).